# Finlandia w Formule 1
W Formule 1 brało udział 9. fińskich kierowców oraz jeden zespół.
Pierwszym fińskim kierowcą jest Leo Kinnunen, który wystartował w Grand Prix Monako w 1974 roku. Keke Rosberg jest pierwszym zdobywcą punktów z tego kraju, a zarazem pierwszym zwycięzcą i mistrzem świata z 1982 roku. Mika Häkkinen zdobył dwa tytuły mistrzowskie w McLarenie, w 1998 i 1999 roku. Kimi Räikkönen wywalczył swój tytuł mistrzowski w Ferrari w 2007.

## Kierowcy
| Legenda oznaczeń w tabelach wyników Wyświetl szablon na nowej stronie | Legenda oznaczeń w tabelach wyników Wyświetl szablon na nowej stronie                                                                     |
| Oznaczenie                                                            | Wyjaśnienie |
| --------------------------------------------------------------------- | --- |
| Złoty                                                                 | Zwycięzca lub mistrzostwo |
| Srebrny                                                               | 2. miejsce lub wicemistrzostwo |
| Brązowy                                                               | 3. miejsce lub II wicemistrzostwo |
| Zielony                                                               | Ukończył, punktował (w klasyfikacji generalnej, gdy zdobył co najmniej jeden punkt na przestrzeni sezonu, poza trzema powyższymi opcjami) |
| Niebieski                                                             | Ukończył, nie punktował (w klasyfikacji generalnej, gdy nie zdobył co najmniej jednego punktu na przestrzeni sezonu)                      |
| Czerwony                                                              | Nie zakwalifikował się (NZ) |
| Czerwony                                                              | Nie prekwalifikował się (NPK) |
| Różowy                                                                | Nie ukończył (NU) |
| Różowy                                                                | Niesklasyfikowany (NS) (w klasyfikacji generalnej, gdy nie został sklasyfikowany w żadnym wyścigu sezonu)                                 |
| Czarny                                                                | Zdyskwalifikowany (DK) |
| Czarny                                                                | Wykluczony (WYK/EX) |
| Biały                                                                 | Nie wystartował (NW) |
| Biały                                                                 | Kontuzjowany (K/INJ) |
| Biały                                                                 | Wyścig odwołany (OD/C) |
| Bez koloru                                                            | Został wycofany (WYC/WD) |
| Bez koloru                                                            | Nie przybył (NP/DNA) |
| Bez koloru                                                            | Nie brał udziału w treningach (NT/DNP) |
| Bez koloru                                                            | Nie został zgłoszony (–) |
| Pogrubienie                                                           | Start z pole position |
| Kursywa                                                               | Najszybsze okrążenie wyścigu |
| †                                                                     | Nie ukończył, ale jego rezultat został zaliczony ze względu na przejechanie więcej niż 90% dystansu wyścigu.                              |
| *                                                                     | Sezon w trakcie |
| 1/2/3                                                                 | Punktowana pozycja w sprincie |
| Lista systemów punktacji Formuły 1                                    | |

| Sezon           | Kierowca           | Zespół                                                                                             | Wygrane | Podium | Punkty | NS | NU | NZ | Źródło |
| --------------- | ------------------ | -------------------------------------------------------------------------------------------------- | ------- | ------ | ------ | -- | -- | -- | ------ |
| 1974            | Leo Kinnunen       | AAW-Finland Racing Team                                                                            | 0       | 0      | 0      | 0  | 1  | 5  | [ 1 ]  |
| 1977            | Mikko Kozarowitzky | RAM                                                                                                | 0       | 0      | 0      | 0  | 0  | 2  | [ 2 ]  |
| 1978–1986       | Keke Rosberg       | Theodore Auto Technisches Spezialzubehör Walter Wolf Racing Fittipaldi Automotive Williams McLaren | 5       | 17     | 159,5  | 2  | 51 | 13 | [ 3 ]  |
| 1989–1994       | JJ Lehto           | Onyx BMS Scuderia Italia Sauber Benetton                                                           | 0       | 1      | 10     | 1  | 33 | 8  | [ 4 ]  |
| 1991–2001       | Mika Häkkinen      | Lotus McLaren                                                                                      | 20      | 51     | 420    | 0  | 57 | 2  | [ 5 ]  |
| 1994–2000 2002  | Mika Salo          | Lotus Tyrrell Arrows BAR Ferrari Sauber Toyota                                                     | 0       | 2      | 33     | 0  | 42 | 0  | [ 6 ]  |
| 2001–2009 2012- | Kimi Räikkönen     | Sauber McLaren Ferrari Lotus                                                                       | 21      | 103    | 1816   | 0  | 58 | 0  | [ 7 ]  |
| 2007–2012       | Heikki Kovalainen  | Renault McLaren Lotus Caterham                                                                     | 1       | 4      | 105    | 1  | 19 | 0  | [ 8 ]  |
| 2013-           | Valtteri Bottas    | Williams F1 Mercedes-AMG Petronas Motorsport                                                       | 3       | 30     | 963    | 0  | 9  | 0  | [ 9 ]  |

## Zespoły
| Legenda oznaczeń w tabelach wyników Wyświetl szablon na nowej stronie | Legenda oznaczeń w tabelach wyników Wyświetl szablon na nowej stronie                                                                     |
| Oznaczenie                                                            | Wyjaśnienie |
| --------------------------------------------------------------------- | --- |
| Złoty                                                                 | Zwycięzca lub mistrzostwo |
| Srebrny                                                               | 2. miejsce lub wicemistrzostwo |
| Brązowy                                                               | 3. miejsce lub II wicemistrzostwo |
| Zielony                                                               | Ukończył, punktował (w klasyfikacji generalnej, gdy zdobył co najmniej jeden punkt na przestrzeni sezonu, poza trzema powyższymi opcjami) |
| Niebieski                                                             | Ukończył, nie punktował (w klasyfikacji generalnej, gdy nie zdobył co najmniej jednego punktu na przestrzeni sezonu)                      |
| Czerwony                                                              | Nie zakwalifikował się (NZ) |
| Czerwony                                                              | Nie prekwalifikował się (NPK) |
| Różowy                                                                | Nie ukończył (NU) |
| Różowy                                                                | Niesklasyfikowany (NS) (w klasyfikacji generalnej, gdy nie został sklasyfikowany w żadnym wyścigu sezonu)                                 |
| Czarny                                                                | Zdyskwalifikowany (DK) |
| Czarny                                                                | Wykluczony (WYK/EX) |
| Biały                                                                 | Nie wystartował (NW) |
| Biały                                                                 | Kontuzjowany (K/INJ) |
| Biały                                                                 | Wyścig odwołany (OD/C) |
| Bez koloru                                                            | Został wycofany (WYC/WD) |
| Bez koloru                                                            | Nie przybył (NP/DNA) |
| Bez koloru                                                            | Nie brał udziału w treningach (NT/DNP) |
| Bez koloru                                                            | Nie został zgłoszony (–) |
| Pogrubienie                                                           | Start z pole position |
| Kursywa                                                               | Najszybsze okrążenie wyścigu |
| †                                                                     | Nie ukończył, ale jego rezultat został zaliczony ze względu na przejechanie więcej niż 90% dystansu wyścigu.                              |
| *                                                                     | Sezon w trakcie |
| 1/2/3                                                                 | Punktowana pozycja w sprincie |
| Lista systemów punktacji Formuły 1                                    | |

| Sezon | Zespół                  | Wygrane | Podium | Punkty | NS | NU | NZ | Źródło |
| ----- | ----------------------- | ------- | ------ | ------ | -- | -- | -- | ------ |
| 1974  | AAW-Finland Racing Team | 0       | 0      | 0      | 0  | 0  | 1  | [ 10 ] |